# Proyecto de diversidad genómica, de Simons
El Proyecto de Diversidad Genómica de Simons consiste en el estudio de variantes genéticas de 300 individuos de 142 poblaciones distintas. Se estudiaron poblaciones de todo el mundo, aunque hubo un pequeño sesgo hacia las poblaciones euopeas. Aun así, el gran número de poblaciones de estudio provoca que prácticamente todo el mundo esté reflejado en este estudio. 
El propósito de la realización de este proyecto ha sido que el mayor estudio genómico hasta la fecha era el Proyecto 1000 genomas estudiaba 1000 genomas de tan solo 26 poblaciones. Debido al bajo número de poblaciones estudiadas en el Proyecto 1000 genomas, la fundación Simons de Nueva York tomó la iniciativa para la realización de un estudio mucho más ambicioso, el Proyecto de Diversidad Genómica de Simons. 
Los resultados del Proyecto fueron publicados en la revista Nature en diciembre de 2016, 
aportando avances en el entendimiento de poblaciones del sureste de Asia y Australia y muchos otros datos sobre la historia de las poblaciones humanas y sus migraciones.